# منطقة داوسا
داوسا رمزها «DA» (بالإنجليزية: Dausa)‏ ، هو تقسيم إداري لدولة الهند تتبع ولاية راجاستان (بالإنجليزية: Rajasthan)‏ ، مركزها هو مدينة داوسا (بالإنجليزية: Dausa)‏ عدد سكانها حسب تعداد سنة 2001 هو 1,316,790 ، مساحتها 3,429 كم² وكثافة السكان 384 لكل كم² .